# Parque Montsouris

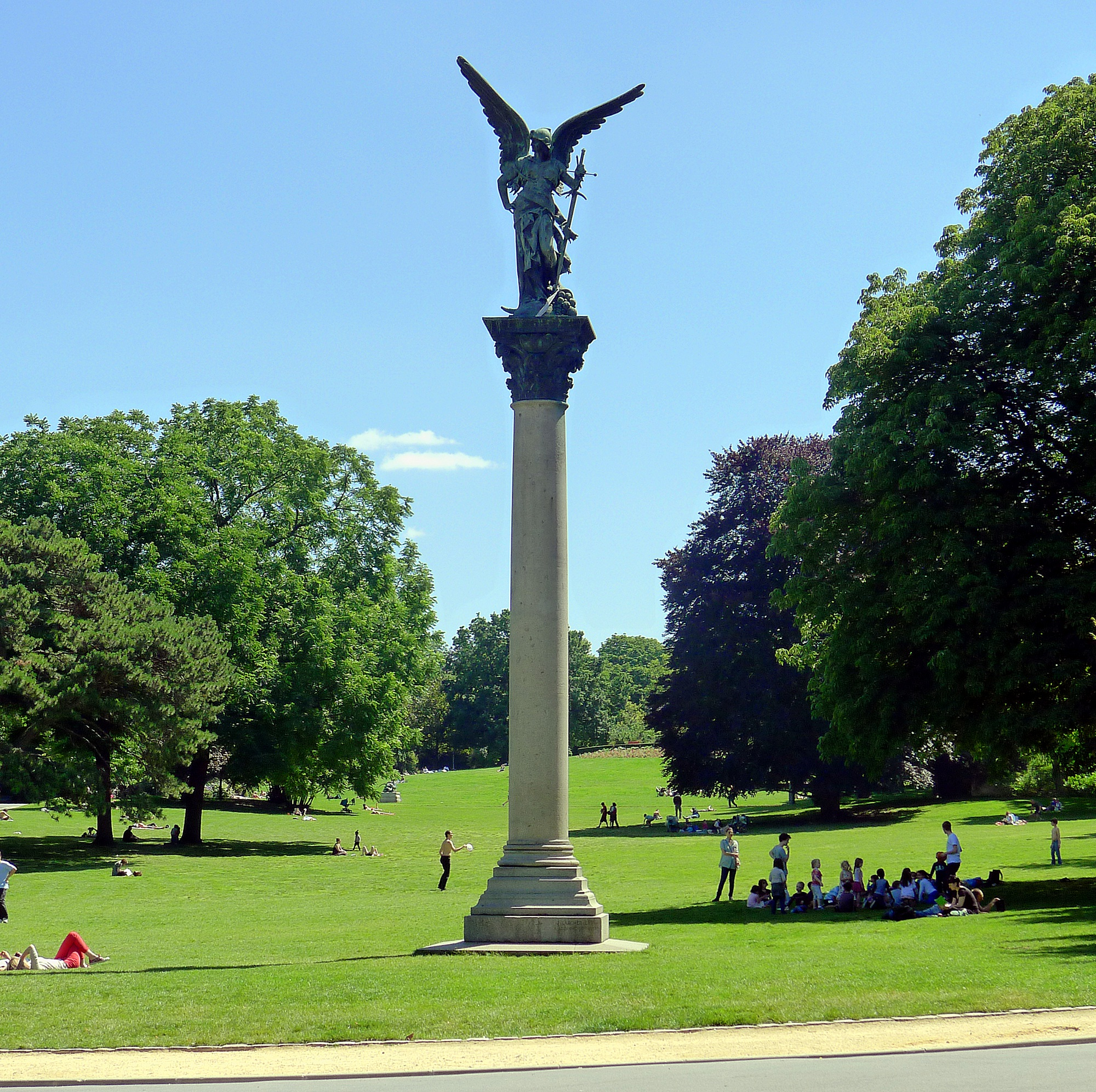
Uma vista do Parque

O Parque Montsouris (em francês Parc Montsouris) é um dos grandes parques urbanos localizados na cidade de Paris, capital da França. Está situado em seu extremo sul, dentro do 14.º arrondissement, em frente da Cité Universitaire de Paris. Trata-se de um parque à moda inglesa estabelecido no final do século XIX, e que abrange 15 hectares, incluindo um lago, gramados, arbustos, canteiros, e 1400 árvores plantadas.
Construído sob impulso de Napoleão III, e inaugurado em 1869, o parque abriga belas estátuas, monumentos, um restaurante, além de acolher diversas espécies de animais. O visitante encontra ainda no local um observatório meteorológico (Observatoire météorologique de Montsouris). Uma vez ao ano, na ocasião da jornada europeia do patrimônio, o reservatório de água de Montsouris (que responde por um terço do consumo de água potável dos parisienses), pode ser visitado. Entre os meses de Maio à Setembro, pode-se aproveitar de diversos concertos musicais gratuitos apresentados no quiosque de música.

## Toponímia

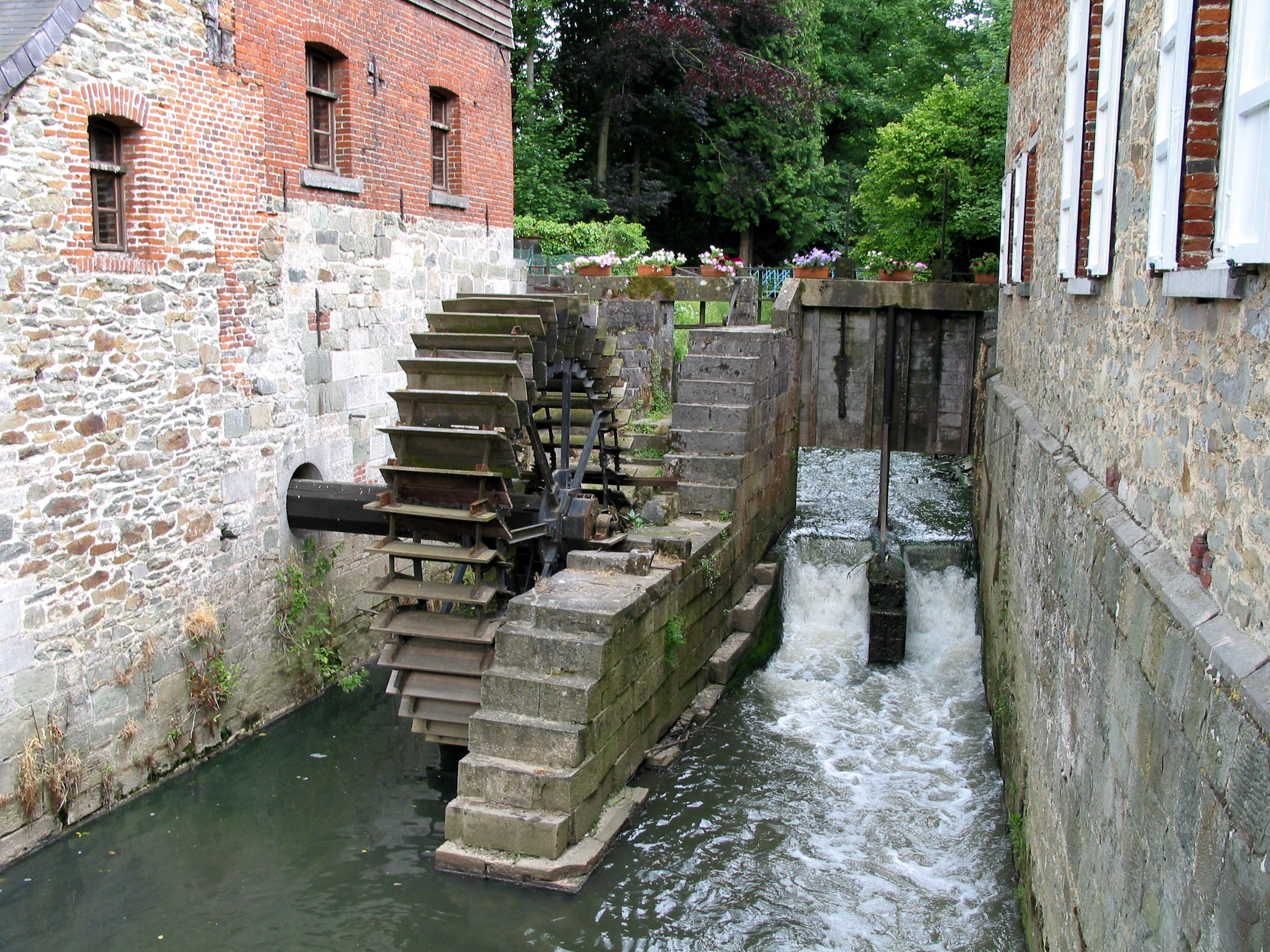
O rio Bièvre, nas proximidades do parque era repletos de moinhos de água, conhecidos popularmente na época como moque-souris ("engana-rato"). O nome teria se deformado para Montsouris.

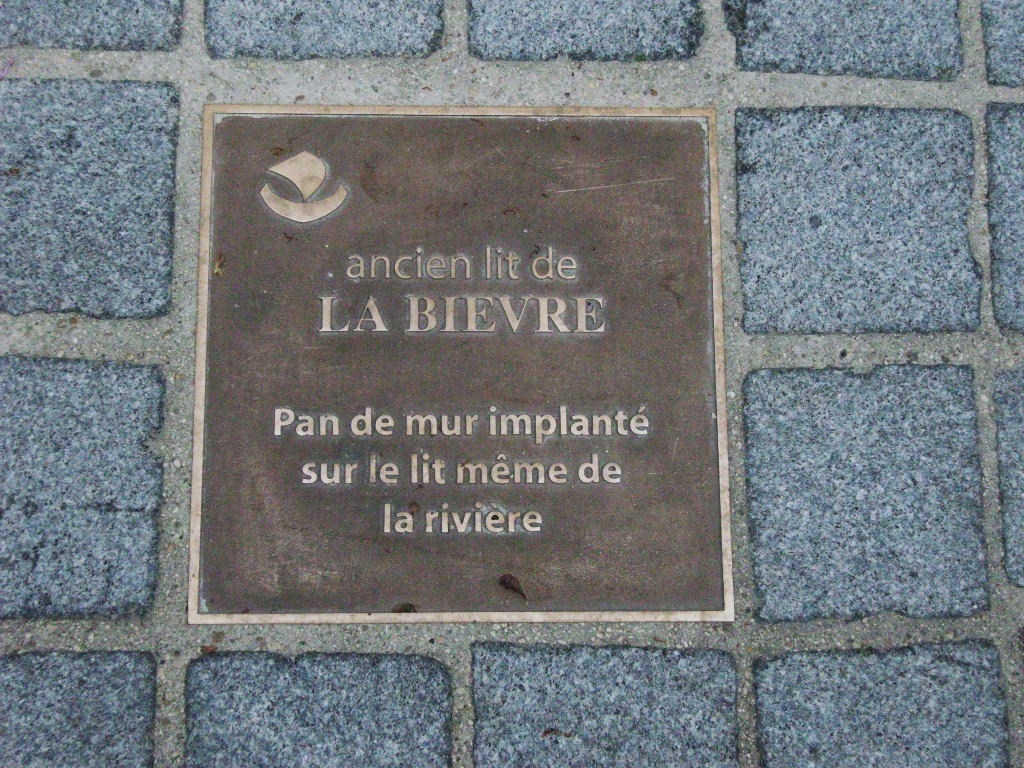
Placa comemorativa da canalização em galeria do Rio Bièvre no arrondissement 13 de Paris

O nome do parque deriva do antigo nome da localidade. Até finais do século XIX existia um riacho que corria sobre Paris, o rio Bièvre (hoje canalizado em rede hidráulica subterrânea), bem menos caudaloso do que o rio Sena, do qual era um afluente. O trecho do riacho que se localizava nas proximidades da área do atual parque era repleto de moinhos de água usados para a moagem de grãos. "Moque-souris" era uma maneira popular de se designarem os moinhos: um moinho supostamente mal aprovisionado de grãos e que portanto "engana os ratos" (moque souris em francês) que porventura os procuram para se alimentarem. O nome moque-souris, referindo-se na verdade à localidade nos entornos dos moinho d'água do rio Bièvre, teria evoluído para montsouris.
Uma segunda possibilidade é que o nome Montsouris seja uma corruptela do Nome "Mont Ysoré". Segundo esta hipótese, no parque se situaria o local de sepultamento de um certo Ysoré. Ysoré teria sido rei de Coimbra (em Portugal), que liderando um exército de sarracenos e saxões, no século IX, chegou até as portas de Paris para conquistá-la do Rei Luis I (814-840), filho de Carlos Magno. Um conde francês chamado Guillaume d'Orange oferece então ajuda ao rei para eliminar o inimigo, e num duelo direto, acaba por degolar Ysoré. Ao longo dos anos a sepultura de Ysoré, ao sul de Paris, na topografia do parque, se tornaria célebre, sendo citada em diversos documentos da Idade Média como Tombe-issoire. Nas cercanias do parque existe hoje uma rua com este nome. Esta história deu origem a uma lenda urbana de que o fantasma de Ysoré ainda circula pelo parque.

## História

### Antes do Parque

#### Antiguidade
Na antiguidade toda a extensão do parque era cortada em seu subsolo pelo Aqueduto de Lutécia. O aqueduto, também conhecido como aqueduto galo-romano, foi construído à época do imperador Septímio Severo (145-211). A maioria das edificações romanas da época situavam-se na margem esquerda (ao sul do rio Sena), e eram servidas pelas águas deste aqueduto, sobretudo os palácios, as fontes e as termas, inclusive as Termas de Cluny.

#### Idade Média
À partir da idade média a área do parque tornou-se um grande terreno de extração de calcário. Dali saíram as pedras que edificaram inúmeros monumentos parisienses. Inicialmente a extração era feita a céu aberto, porém, mais tarde, a fim de preservar o solo para o aproveitamento agrícola, a exploração do calcário torna-se subterrânea. Começam a nascer túneis e corredores subterrâneos correspondentes às vias de escavação dos bancos de calcário. Esta faceta de Montsouris não foi jamais esquecida, e desde 1910, uma estátua feita em mármore por Henri Bouchard relembra e homenageia esta antiga atividade centenária do local, através da obra "Accident de carrière", que mostra dois operários de uma mina de calcário transportando um terceiro camarada morto.
No início do século XV a região torna-se um reduto de ladrões e assassinos.

#### Idade Moderna
No século XVI, durante o reinado de Francisco I, toda a sucata resultante da derrota fragorosa do exército francês na Batalha de Pávia foi abandonada nos corredores subterrâneos de Montsouris, longe dos olhares públicos. Os gauleses tiveram vítimas numerosas nesta batalha, que incluíam muitos dos principais nobres de França. O próprio Rei Francisco I foi capturado pelas tropas inimigas, e levado preso.
No início do século XVII o lugar ainda inóspito atraía reuniões secretas e atividades de charlatães. Sabe-se de um tal César, auto-intitulado mago, que utilizava-se dos corredores subterrâneos de Montsouris para aplicar o seu golpe. Ele dizia invocar e apresentar, vindo das entranhas da terra, o próprio Satanás em pessoa, aos incautos que lhe pagassem uma soma em dinheiro. Uma vez descoberto que tratava-se de uma trucagem realizada com cúmplices disfarçados, César acabou preso na prisão da Bastilha em 1615.
Em 1623 começa a funcionar o aqueduto Médicis, que cruzava a totalidade do Parque Montsouris. O abastecimento de água da crescente Paris era uma preocupação do rei Henrique IV. Após o assassinato do rei, sua esposa Maria de Médicis, re assume o projeto do aqueduto com interesse especial: ela edificava para si um castelo, o Palácio do Luxemburgo, o qual deveria ser ornado com fontes e jogos de água. Tudo o que sobrou do aqueduto serve desde 1904 como alimentação do lago do parque Montsouris, onde seu trajeto termina, na boca da cascata de pedra e cimento do parque. Uma pequena ruína da continuação do seu trajeto sentido sul-norte, pode ser visitada no imóvel número 44 da Avenue Reille, atravessando-se o pequeno portão de saída localizado no limite posterior do parque, ao lado da ponte do RER.
No século XVIII, sabe-se que a área do atual parque Montsouris era utilizada por contrabandistas, que se aproveitavam da trama de tuneis formada pela mineração do subsolo para entrarem em Paris com mercadorias contrabandeadas, em uma época em que a cidade era cercada por um muro (« mur des Fermiers Généraux ») e todos os produtos vindos de fora deveriam sofrer taxação para serem vendidos em Paris. Este tráfico durou até 1777, data de fundação do serviço de inspeção das pedreiras, cujos funcionários garantiriam dali em diante uma supervisão permanente das galerias.

#### Idade Contemporânea
No final do século XVIII, a trama de túneis subterrâneos deixada após o fim da atividade mineradora foi usada ainda para acomodar as ossadas dos cemitérios desativados da área central de Paris (sobretudo do cemitério dos Inocentes), que começava a ser liberada para urbanização, passando a área do atual parque a fazer parte do complexo das catacumbas de Paris. A decisão pelo estabelecimento de um parque no local seria tomada em 1865, tendo as obras começado em 1867, durante o Segundo Império, no âmbito das grandes transformações urbanísticas e reformas de Paris.

### Concepção do Parque

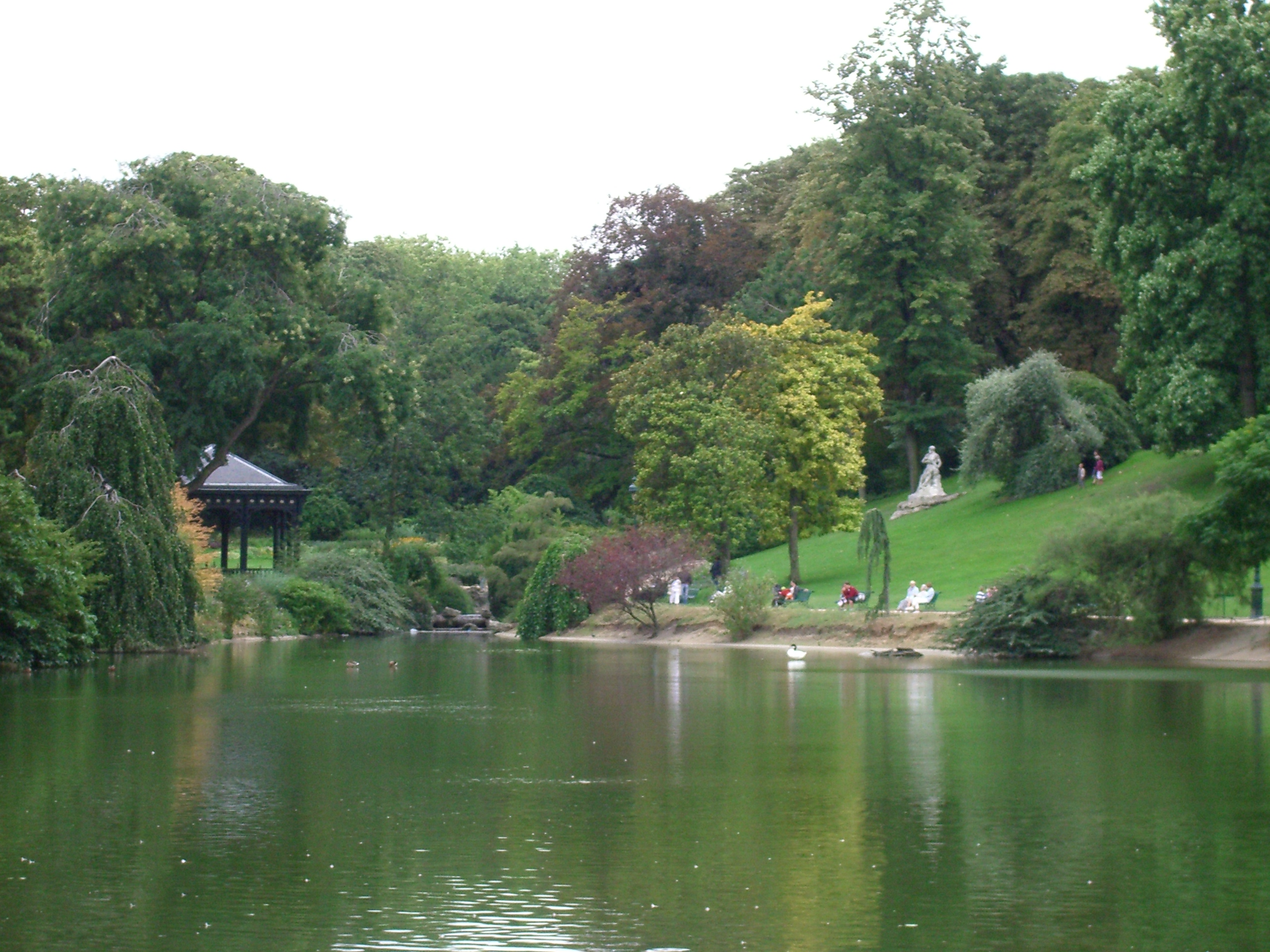
Vista do Lago

O Parque foi criado no local por ordem do imperador Napoleão III, juntamente do Prefeito de Paris, o Barão Haussmann, com o intuito de prover os moradores da cidade com áreas verdes e espaços de recreação, ideia que se adequava fortemente ao conceito de higienismo vigente no final do século XIX. O Parque Montsourris é um dos grandes parques públicos urbanos à ocupar os quatro pontos cardeais da cidade, que surgiram na mesma época. Está situado a sul da cidade, enquanto o Bosque de Vincennes está a leste, o Bosque de Boulogne está a oeste e o Parque des Buttes Chaumont se encontra a norte. Ao contrário dos parques de Vincennes e Boulogne, adaptados de florestas naturais, o parque Montsouris situa-se em uma região onde não havia nos anos anteriores à sua construção nenhuma espécie de árvore plantada.

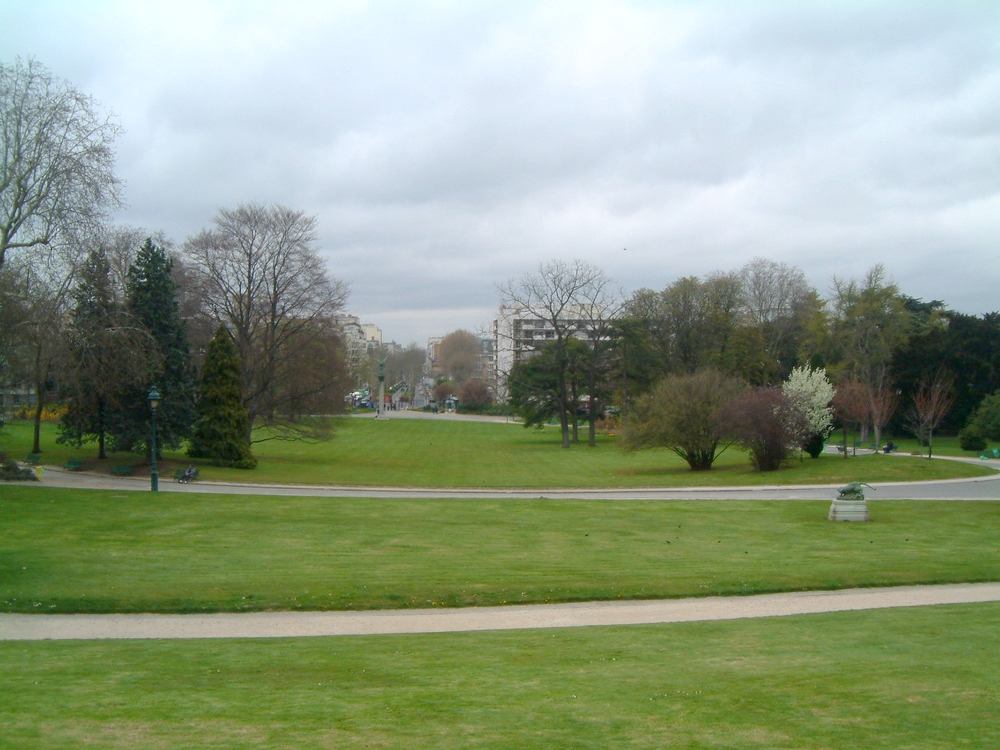
Aspecto dos gramados

O parque foi construído por Jean-Charles Alphand, o engenheiro de pontes e estradas que liderou os trabalhos de renovação do Barão Haussmann, com o auxílio do arquiteto Gabriel Davioud e do paisagista Jean-Pierre Barillet-Deschamps. Foi esta a mesma equipe que realizou os trabalhos nos bosques de Boulogne, Vincennes, e de outros marcos paisagísticos do Segundo Império. O projeto foi idealizado em 1865, mas os trabalhos começaram apenas em 1867, devido às longas negociações para a aquisição das parcelas de terra necessárias para compor o parque. O propósito do parque, segundo Alphand, era de "trazer vida e movimentação ao centro de um bairro até então deixado no isolamento e abandono".
No plano sociológico, os jardins de Haussmann expunham os valores da burguesia, classe dominante de então, que na época contava menos de um século de sua revolução bem sucedida na França. Estes valores eram limpeza, respeito e elegância no vestir-se, e o objetivo era transferi-los às pessoas do povo. Por causa disso os dois grandes parques artificiais de Haussmann – Buttes-Chaumont e Montsouris – foram criados dentro de vizinhanças que eram na época populosas e perigosas, tratando-se de áreas suburbanas recém anexadas ao tecido de Paris. A vizinhança do parque Montsouris era coberta de cabarés e infestado de malfeitores. O nível de insegurança era tão crítico antes da criação do parque, que uma petição dos habitantes da região havia solicitado a instalação de um posto militar na região. A manutenção cuidadosa da cobertura vegetal do parque, suas restritas regras de conduta que impediam as pessoas de tocar nas plantas, de andar sobre a grama, e que impunha um código de vestimentas e de comportamento dentro da decência: tudo isso possuía uma função pedagógica. Incitava-se o respeito e a ordem. Essa atitude irretocável, a ser adotada nos jardins devia encontrar um prolongamento na vida quotidiana das pessoas.
Por outro lado, o Parque Montsouris expunha aos visitantes uma natureza artificial a fim de mostrar o controle da natureza pelo homem graças ao progresso técnico, valor de referência dentro de uma sociedade em plena expansão industrial e científica. A presença de centros de observação meteorológicos e de laboratórios de análise e pesquisa conferiam ao Parque Montsouris uma especificidade entre os demais parques de Haussmann: a de polo científico. Para coroar esta vocação, o parque foi organizado em torno de uma via férrea, símbolo supremo do progresso na época.

### Trabalhos
Foi necessário antes de mais nada adquirir os terrenos necessários para a construção do parque: a maioria foi negociada amigavelmente em 1864 com os proprietários, enquanto o restante foi adquirido posteriormente por desapropriação, no ano de 1866, resultado de um decreto imperial de 1865 declarando a criação do parque como utilidade pública.
Os trabalhos começaram pela remoção de cerca de 800 esqueletos humanos dos túneis subterrâneos. A presença da linha de trem da Petite Ceinture (antiga ferrovia que circulava Paris), que cruzava o interior do parque (e cujas ruínas ali permanecem até hoje) também dificultaram o projeto. Apesar das dificuldades os trabalhos prosseguiram. Foi necessário um aporte considerável de terra para tornar possível o plantio de tantas espécies vegetais em um terreno pouco propício, cujo solo é inteiramente calcário. Jovens árvores foram plantadas diretamente no canteiro de obras, o que era também considerado um proeza para a época. A arquitetura e a estética vigentes na Europa da segunda metade do século XVIII valorizavam enormemente o conceito de "exotismo". Tal fenômeno também se aplicava ao paisagismo, e foi utilizado para a composição vegetal do parque, com a presença de árvores vindas da Ásia, Sibéria, Califórnia, Colômbia e das Serras Espanholas.
Um lago artificial de um hectare foi cavado, alimentado por uma corrente de água vinda de uma cascata artificial feita de rochas e de cimento (que utiliza o aqueduto Médicis, de 400 anos, e coincide com seu atual término). Escadarias foram construídas nas colinas, de aspecto rústico, com os corrimãos em argamassa imitando troncos de árvores. Estradas e passagens foram abertas ao longo do parque. Gabriel Davioud desenhou e fez construir portarias pitorescas, pavilhões, um teatro de marionetas quiosques e um café, que se integram harmoniosamente à passagem. Deschamps plantou centenas de árvores e arbustos, além de gramados inclinados e canteiros de flores. Cada aspecto do parque foi pensado para criar uma paisagem natural idealizada, com espaço para relaxamento e recreação. Tudo feito de maneira ostensivamente artificial, visivelmente organizado pela mão do homem, de modo à expor o domínio dos procedimentos técnicos através dos quais ele controla a natureza.

### Inauguração

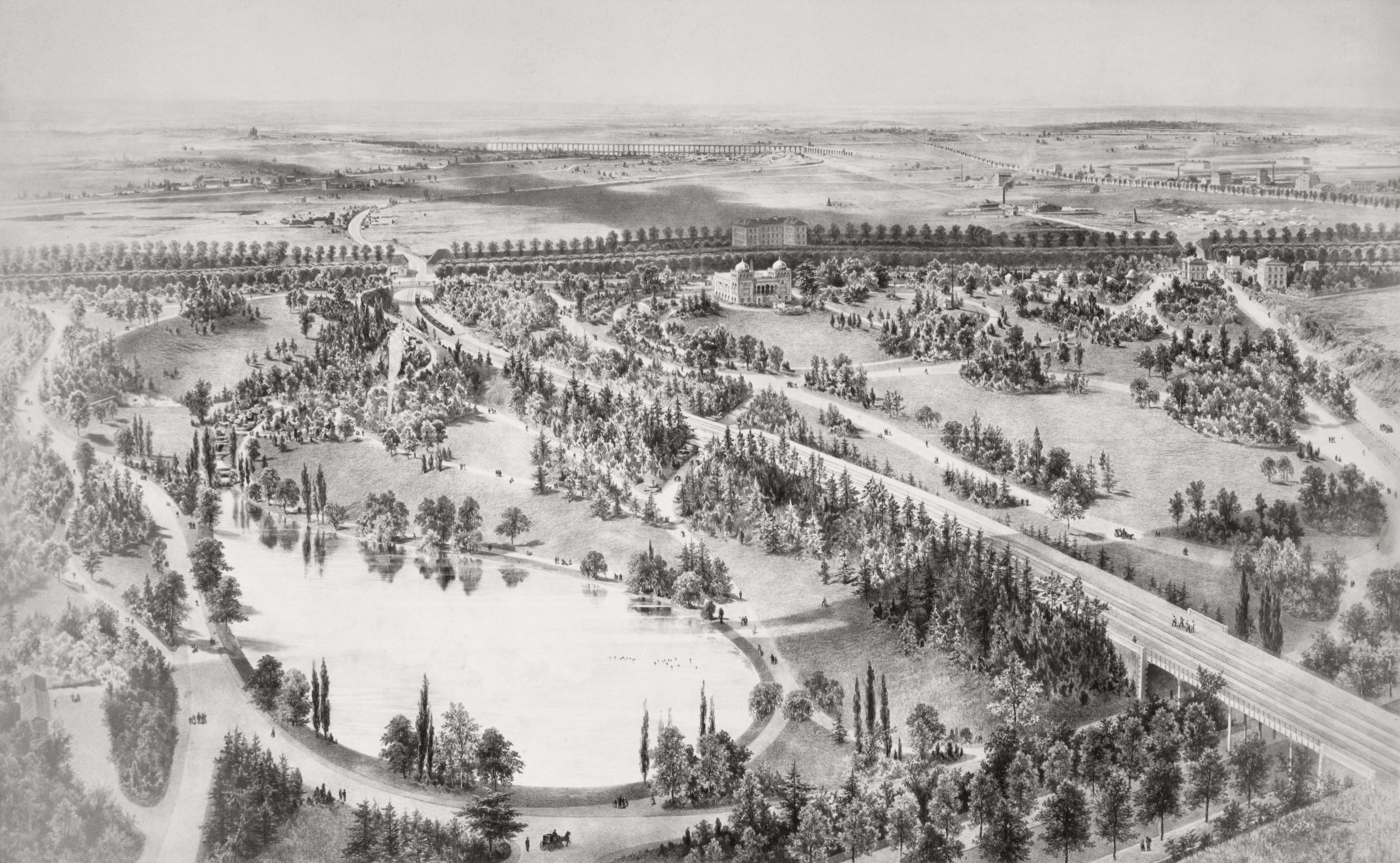
Aspecto do parque à época de sua inauguração.

O Parque foi oficialmente inaugurado em 1869, mas os trabalhos continuariam até 1878. De acordo com os registros, no dia das cerimônias oficiais de abertura, ocorreu um erro de planejamento no sistema de encanamento, e o lago de um hectare esvaziou-se completamente em um único dia. De acordo com uma lenda que existe em torno do parque, tamanha humilhação causou o suicídio do engenheiro responsável pelo sistema. Entretanto, constam nos registros o esvaziamento do lago, mas não existem menções ao suicídio.
Inicialmente o parque era frequentado pela população simples da sua vizinhança, composta de verdureiros, horticultores, moleiros, pequenos comerciantes, artesãos, donos de cabaré, proprietários de estalagens. As numerosas festas públicas e mafuás feitos ao ar livre no local, com o intuito de angariar fundos de caridade, testemunham o caráter popular de sua frequentação inicial. Isso transparecia também na composição vegetal dos primórdios do parque, como descrito pelo paisagista Édouard André, que afirma que « os arranjos de flores eram pouco numerosos no parque, pois ele se situava em uma vizinhança pobre ». A grade que cercava o parque marcava também seu perfil social. Enquanto o Parque Monceau, situado no lado sofisticado da cidade, era composto de grades douradas, em Montsouris o cercado não passava de uma simples tela de metal. Em matéria de ornamentos o parque receberia a sua primeira estátua apenas em 1883, numa época em que o Parque Monceau já possuía dez.
De acordo com o princípio pedagógico dos jardins de Haussmann, todas as atividades realizadas no parque deveriam ser « civilizadas ». O quiosque de música apresentava concertos de música militar, todos os dias das 16 às 17 horas, havendo ainda um concerto mensal da guarda nacional. Havia ainda o teatro de marionetas, um carrossel com cavalos de madeira, construídos em 1894. A pesca era permitida no lago desde que o visitante possuísse uma permissão válida. O mesmo princípio valia para a patinação no gelo durante o inverno.

### Comuna de Paris

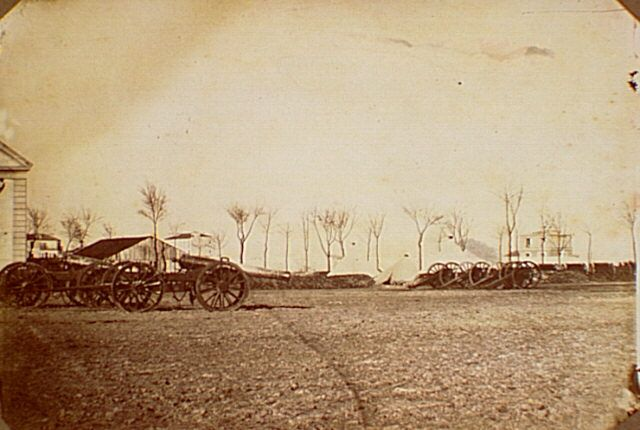
O Parque em 1871, ainda com as árvores recém plantadas, usado como campo militar pelo exército governamental.

Durante a Comuna de Paris, mais precisamente na semana violenta de 1871, quando as tropas do Governo republicano de Versalhes esmagaram os beligerantes da Comuna, o Parque Montsouris, recém inaugurado, serviu como importante teatro de operações. Ali agrupou-se, e partiu em campanha, a brigada Lian, do segundo corpo do exército francês, sob a direção do General Courtot de Cissey. O balanço final da campanha do exército de Versailles foi, segundo estimativas feitas em 1880 pelo jornalista Camille Pelletan, um número de 20 à 30 mil mortos por fuzilamento dentro de Paris.

### Século XX
As esperanças de ver o perfil da vizinhança progredir em torno do novo parque foram uma decepção até o início do século XX. Foi quando começara a instalar-se nas redondezas do parque até então compostas por habitações modestas, uma clientela burguesa e de artistas atraídos pela tranquilidade do local e pela proximidade de Montparnasse. Ali iniciam um processo de gentrificação dos arredores do parque, que se tornaria doravante reduto de artistas, intelectuais e burgueses.

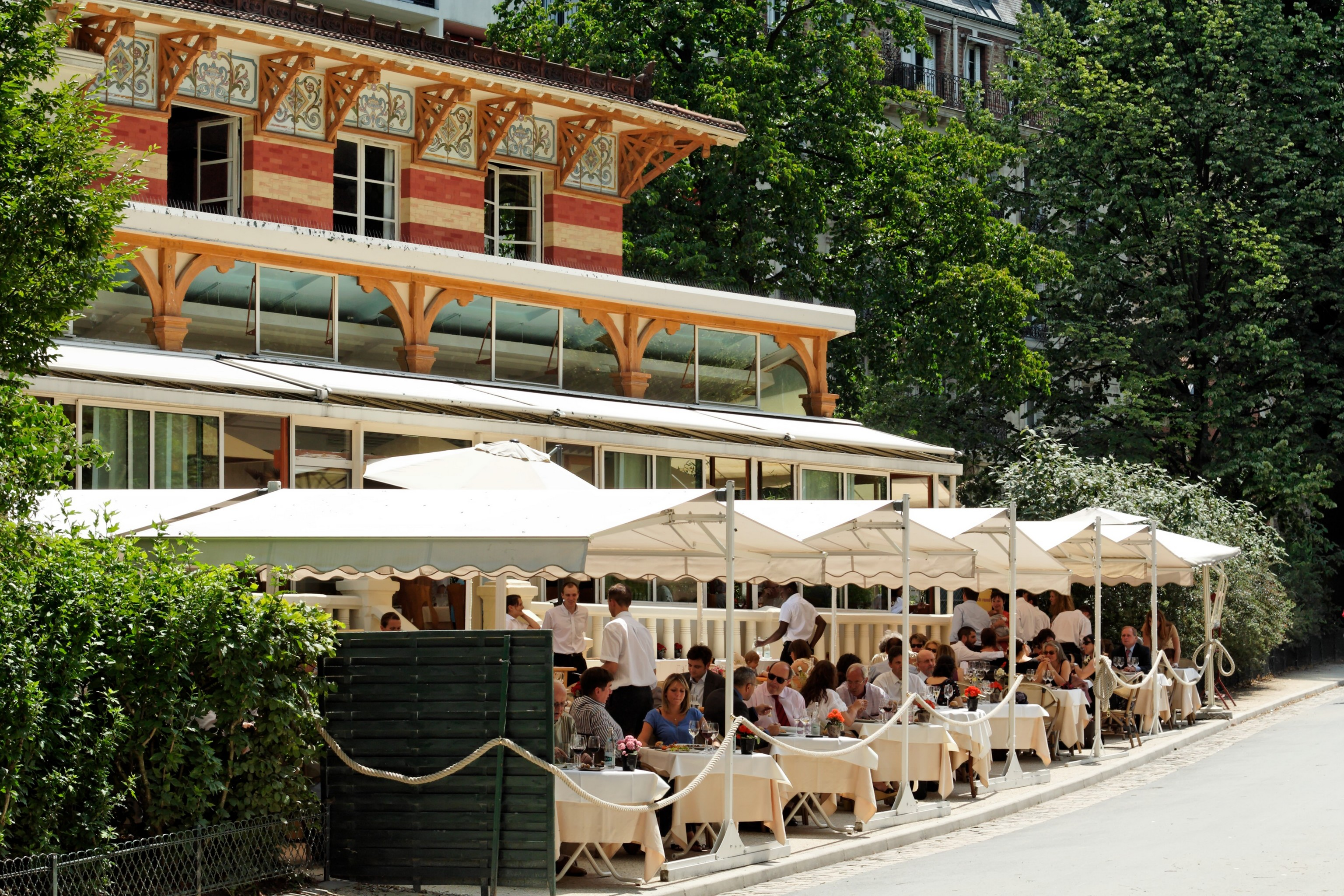
Restaurante Pavillion de Montsouris, onde os Bolcheviques parisienses se despediram de Lenin e de Kroupskaïa

Nesta época, diversos militantes de esquerda tiveram que exilar-se da Rússia, vindo muitos deles viver em Paris, que tornou-se o refúgio da base do Partido Operário Social-Democrata da Russia. Uma boa parte dos nomes posteriormente ligados à revolução de 1917, instalou-se nos arredores do Parque Montsouris, no qual circulavam com frequência, e onde também se encontravam. Os mais célebres destes foram Léon Trotsky e Lenin, sendo que este último considerava o parque como se fora o seu jardim privativo, e costumava editar seus discursos sob o quiosque de música do parque. O restaurante "Le Pavillon Montsouris" foi o local de uma despedida organizada pelos Bolcheviques em Paris, dedicada à Lenin e à sua esposa Kroupskaïa, que partiam então para a Cracóvia, onde se instalariam a fim de se aproximarem da Russia. O restaurante está classificado como monumento histórico da França, e recebeu outros personagens históricos, como Mata Hari, Paul Jouvet, Marcel Carné, Jean-Paul Sartre e Simone de Beauvoir, que eram fregueses regulares.
Nos anos após a Primeira Guerra Mundial é criada em frente do parque a Cité Universitaire de Paris, um lugar de convivência de estudantes de todo mundo, cujo conceito original dependia do próprio parque Montsouris para a composição do modelo urbanístico, uma vez que o objetivo era o de se criar uma cidade-jardim, a ser constituída em torno de um grande parque, como se os espaços se complementassem entre si. Sendo assim, o binômio formado com o Parque Montsouris inscreve fielmente a Cité no conceito criado por Ebenezer Howard, no final do século XIX : uma comunidade autônoma cercada por um cinturão verde. Segundo a teorização de Howard “... cidade e campo devem estar casados, e dessa feliz união nascerá uma nova esperança, uma nova vida, uma nova civilização”.
Durante a Segunda Guerra Mundial, após a capitulação alemã ocorrida da manhã de 26 de agosto de 1944, a cidade de Paris foi vítima, às 23 horas deste mesmo dia, de um violento ataque aéreo, que é atribuído a uma vingança da força aérea alemã, a Luftwaffe, uma vez que já não havia qualquer objetivo estratégico neste ato de guerra. O ataque pegou a cidade de surpresa, interrompendo o clima de comemoração que reinava até então. Várias áreas limítrofes da cidade, sobretudo residenciais, foram atingidas pelas explosões, (como Montreuil, Bagnolet, Charenton), provocando-se inúmeras vítimas fatais. O Parque Montsouris, que se situa no limítrofe sul da cidade, também foi atingido pelo bombardeio, que matou o soldado francês Durand Pierre, que estava acampado no parque com o seu regimento, o terceiro regimento colonial de artilharia. Hoje, no local do óbito do militar, ergue-se um memorial dedicado ao mesmo, nas proximidades do lago, que pode ser visitado pelos frequentadores.

## Edificações Notáveis

### Palácio do Bardo

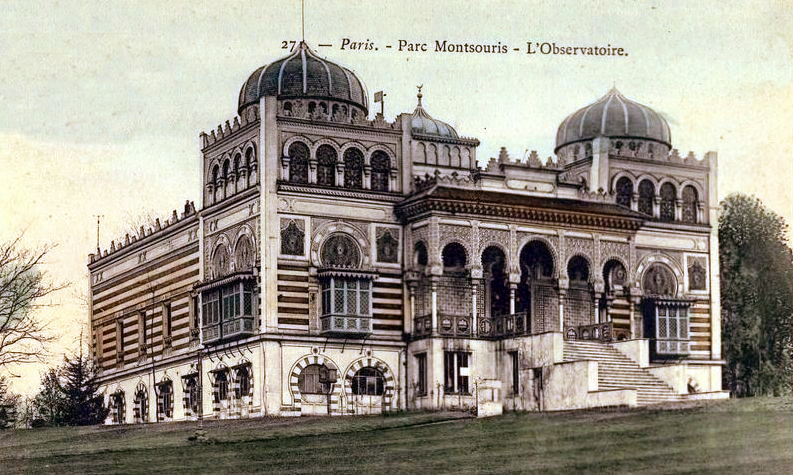
Aspecto do palácio no ponto mais alto do parque

Este palácio existiu dentro do parque durante 122 anos, e reproduzia em escala reduzida uma parte da residência do Bei de Túnis, na época governador representante do Império Turco Otomano na Tunísia. O prédio foi construído em Paris, inicialmente no Campo de Marte, para representar a Tunísia na Exposição Universal de 1867. O prédio, em estilo neomourisco, foi comprado pela cidade de Paris em 1868 após o fim da exposição, desmontado de seu sítio original e remontado no ponto mais alto do parque por operários tunisianos, que levaram 4 meses para executar a tarefa.
O estado instalou no prédio os serviços do observatório meteorológico, um observatório astronômico, e um serviço de análises químicas e bacteriológicas do ar na capital. Em 1974, ele foi finalmente evacuado e abandonado. Concebido como um edifício temporário, dentro do fenômeno do exotismo do final do século XIX, o palácio deteriorou-se ao longo dos anos a ponto de exigir uma restauração integral. Finalmente, ele foi comprado por uma taxa irrisória pelo governo da Tunísia que comprometeu-se a renová-lo. O Palácio estava registrado como monumento histórico nacional, e deveria ser restaurado na década de 1980, para abrigar um museu tunisiano.
Entretanto, em 1991, um incêndio o destruiu completamente e não sobraram traços de sua presença no local.

### Estação Meteorológica

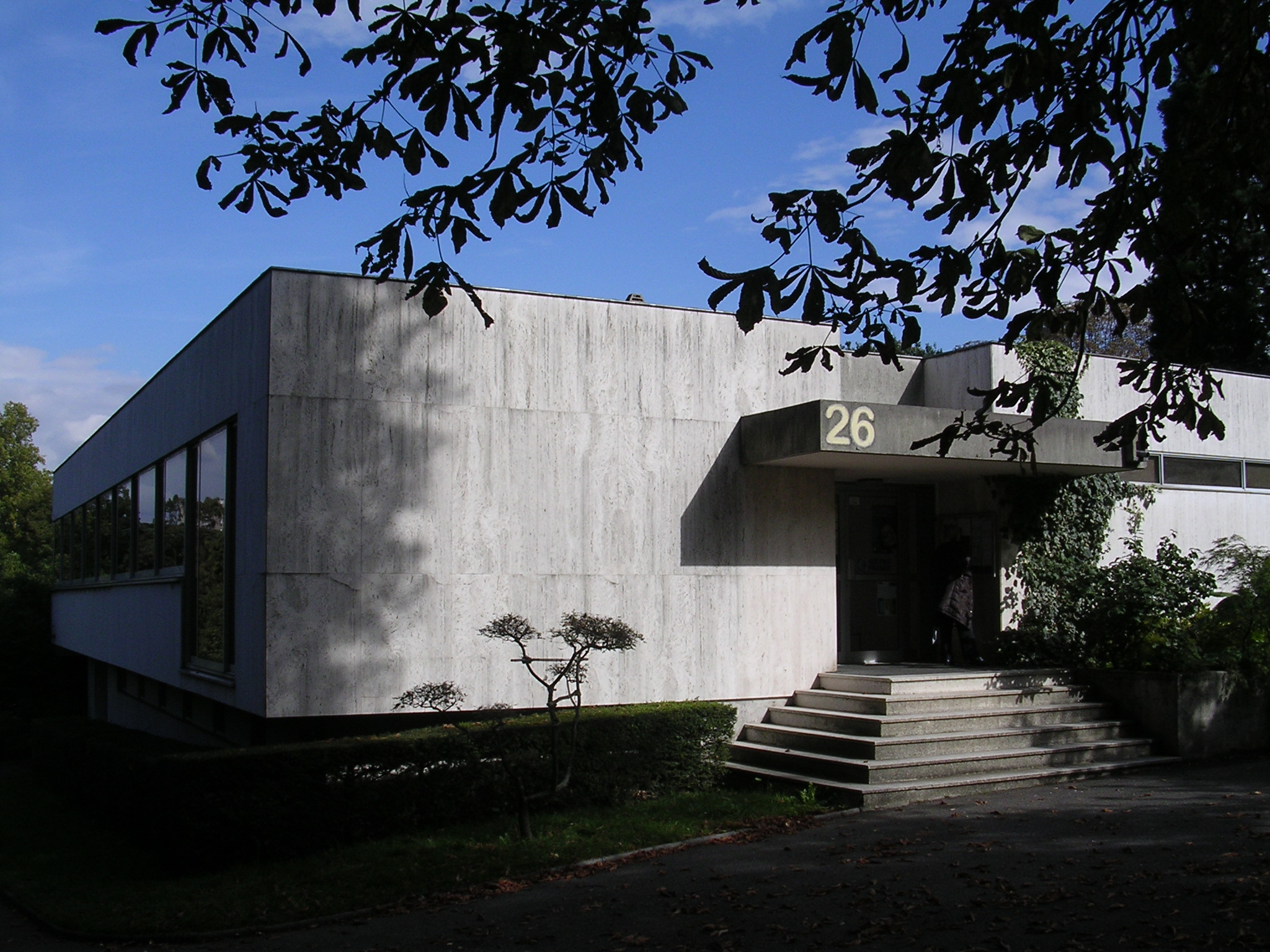
Prédio da Estação construído em 1973

Depois do abandono do palácio do Bardo, novas instalações foram providenciadas para os funcionários do observatório meteorológico em 1973. Esta estação possui, sem interrupções, os dados e parâmetros meteorológicos desde Abril de 1872, constituindo uma das bases de dados climáticos mais antigas da França. Desde 2011, os funcionários deste segundo centro mudaram-se novamente para a nova sede em Saint-Mandé. Entretanto, os captores da sede de Montsouris restam funcionais, e seus dados são enviados à distância para a nova sede.
A estação registrou em sua história uma temperatura máxima de 40,4 °C em 28 de Julho de 1947, e com record de frio -23,9 °C em 10 de dezembro de 1879. A temperatura média anual é de 12,1 °C.

### Marco do Meridiano de Paris

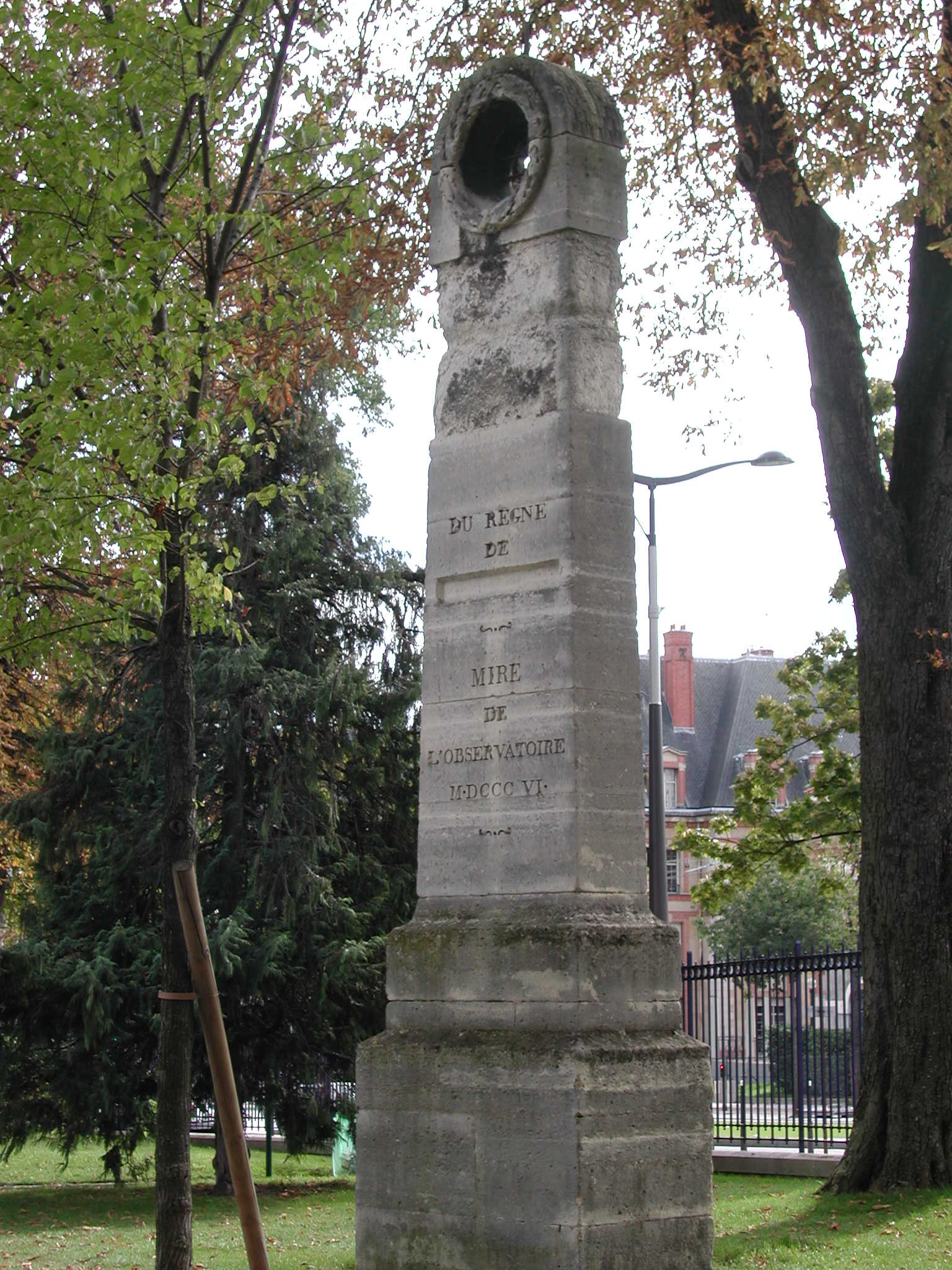
O Marco do Meridiano de Paris

Trata-se de um monumento, mais precisamente um marco geodésico, materializando a passagem do Meridiano de Paris, que era considerado como a referência internacional de longitude zero de 1667 até o ano de 1884, quando na Conferência Internacional do Meridiano, realizada em  Washington, foi abandonado em favor do Meridiano de Greenwich. No ano 2000 a posição do meridiano foi calculada com um GPS, e constatou-se que o monumento não se encontra de fato no local exato do traçado do meridiano, mas cerca de 70 metros à oeste do mesmo.
O vértice geodésico é um monumento de 4 metros de altura, realizado pelo arquiteto francês Antoine Vaudoyer, cuja estela é terminada em forma cilíndrica. Nela está escrito « Do reino de ... [nome de Bonaparte apagado] Marco do observatório - MDCCCVI ». Hoje inscrito no patrimônio nacional, o monumento foi erguido em 1816 no observatório de Paris, tendo sido levado ao Parque Montsouris posteriormente.

### Edificações Ferroviárias

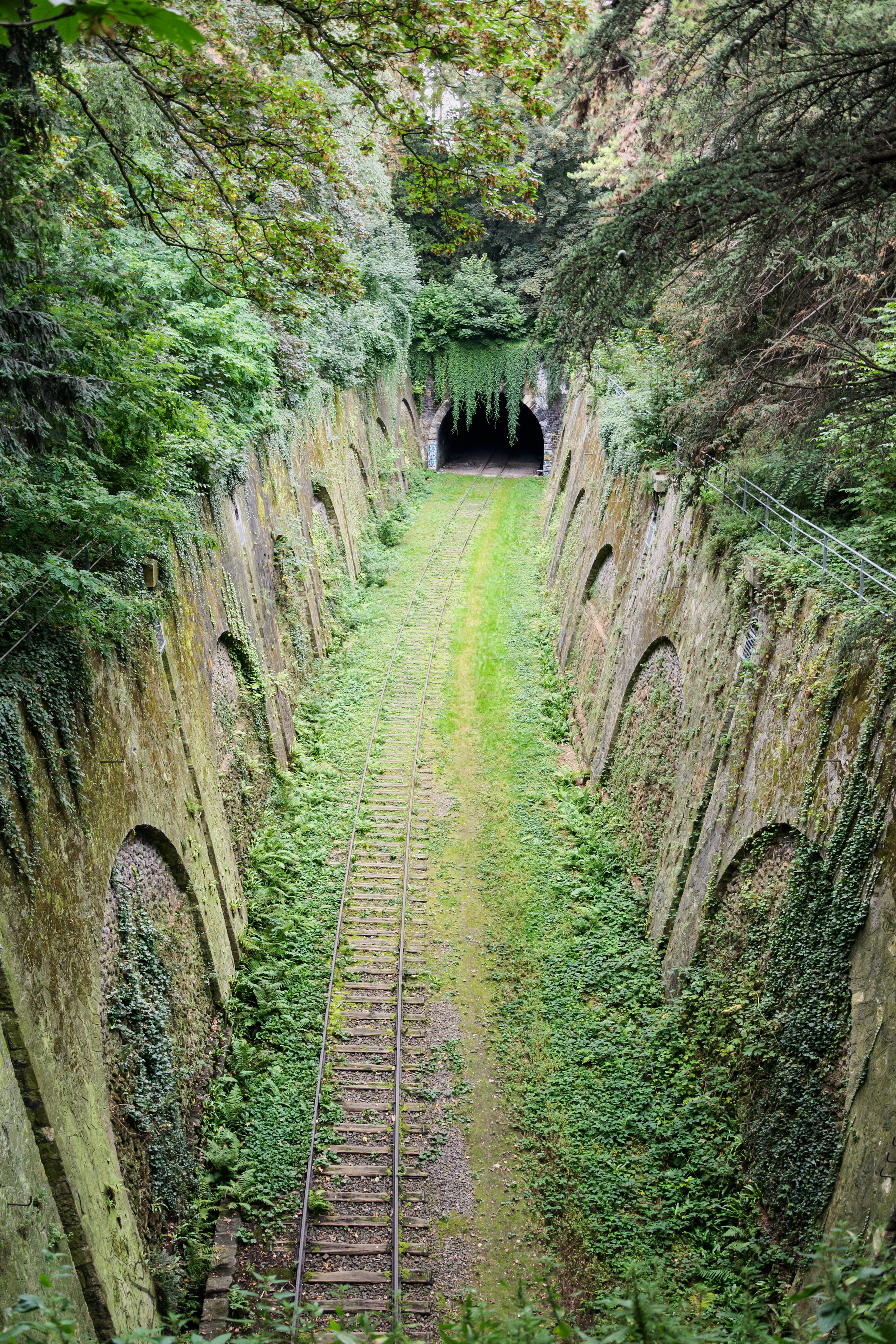
Linha abandonada da Petite Ceinture

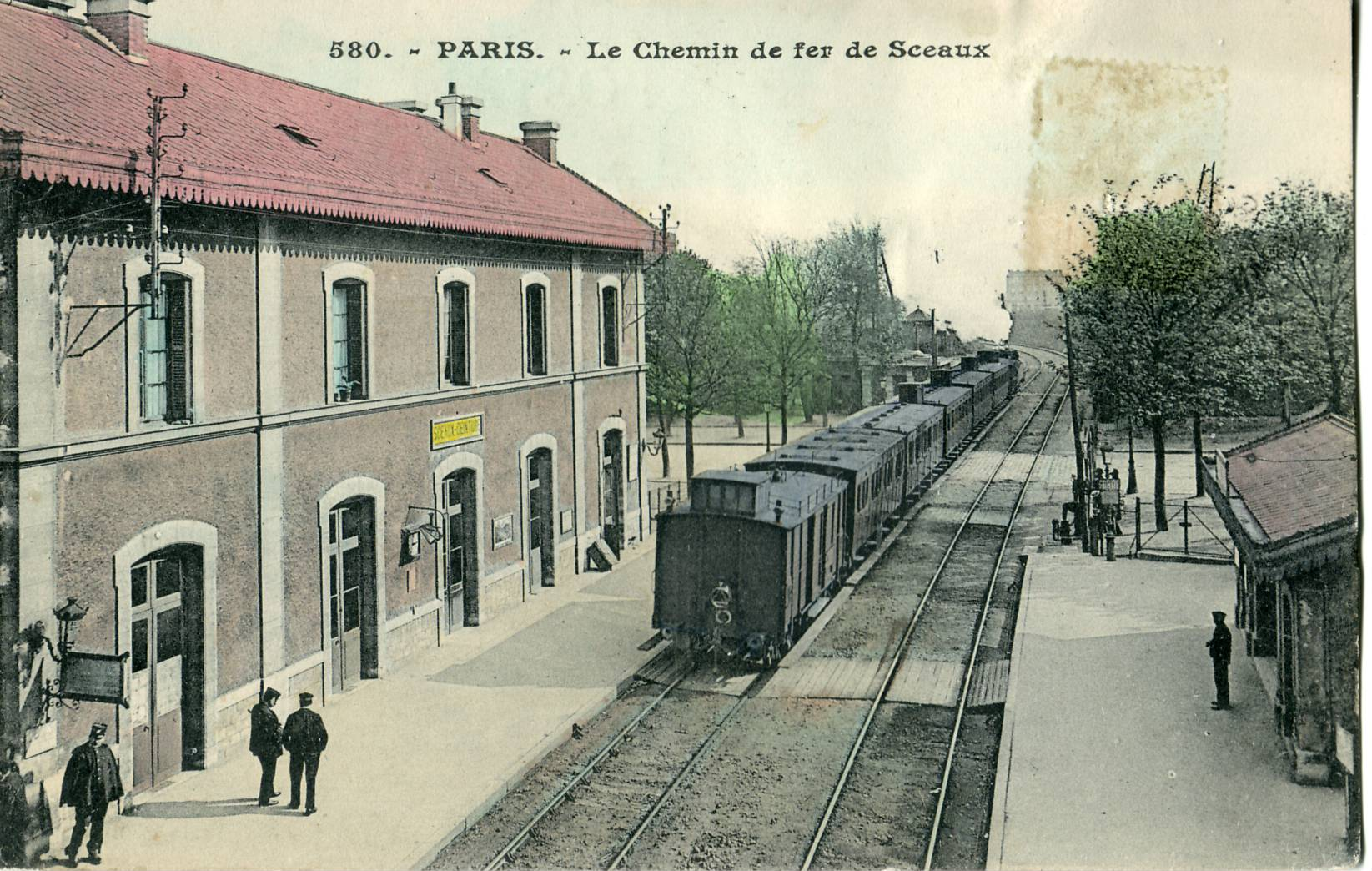
A primeira estação de Sceaux Ceinture, que daria lugar na década de 30 à estação Cité Universitaire.

O parque foi erguido na topografia coincidente de um nó ferroviário que intercruzava a Linha Férrea de Sceaux, atravessando o parque no sentido norte sul, com a linha da Petite Ceinture, no sentido leste oeste, uma estrada de ferro atualmente desativada, que circulava a cidade de Paris através de todo o seu bordo periférico. O ponto de encontro das duas vias se dá no coração do parque, quando a linha da Petite Ceinture, entrincheirada, passa em um túnel sob a linha de Sceaux (atualmente RER B), através de um túnel.

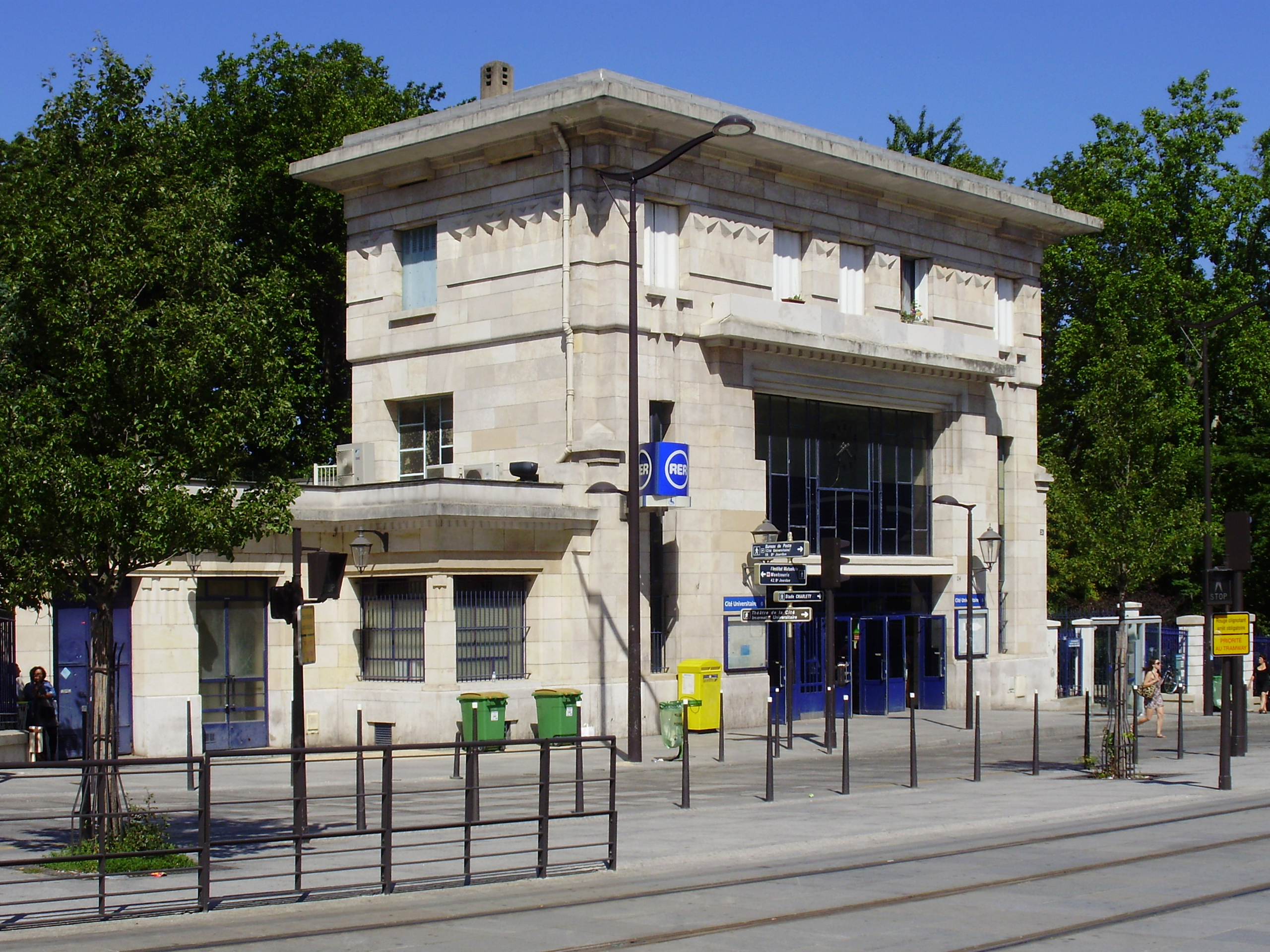
Gare Cité Universitaire

A Linha Férrea de Sceaux ligava Paris, a partir da estação de Denfert-Rochereau, até a cidade de Sceaux, na periferia longínqua de Paris, e foi iniciada em 1846, portanto algumas décadas antes da abertura do parque, que foi organizado no seu entorno.
A estação de Sceaux-Ceinture se situava no limite sul do parque, de frente para o Boulevard Jourdan. Nesta estação, os passageiros podiam fazer conexão a pé com a Estação da Petite Ceinture Parc Montsouris-Gentilly, situada à curta distância na extremidade leste do Parque, da qual não existem mais traços, sendo hoje seu terreno uma ilha de trânsito.
Esta primeira estação durou até à década de 1930 (quando a linha passou a ser eletrificada) e foi substituída por uma moderna estação em estilo art déco, reflexo do fenômeno de modernização e "metropolização" típico desta década, e também do prestígio da área, que servia os passageiros da cidade Universitária. Além disso o prédio novo, inaugurado em 1937, fazia parte dos projetos de embelezamento da cidade para a Exposição Universal do mesmo ano, em Paris, cujo tema era artes e técnicas para a construção da vida moderna. O arquiteto que a projetou foi Louis Brachet, especialista na construção de estações ferroviárias, e fundador da sociedade francesa dos arquitetos modernos. O prédio é em forma de cubo e possui uma grande sobriedade de linhas, características da arquitetura geométrica da época. O nome da estação foi mudado para Gare de Cité Universitaire, e o prédio continua a funcionar até hoje. Na década de 70 a linha de Sceaux foi integrada ao grande sistema de transporte urbano de Paris, juntamente com outras linhas de periferia, e renomeado de RER, rede expressa regional, sendo a estação atualmente parte da linha B do RER
Esta é a principal estação de acesso aos visitantes do parque. À sua frente, a linha T3a do Tramway de Paris (veículo leve sobre trilhos) também possui uma estação de mesmo nome. As duas estações se interconectam através de pequena caminhada.

## Estatuário
O parque recebeu sua primeira estátua em 1883. De lá para frente, até os nossos dias, uma notável coleção de estátuas decora diversos recantos do parque.

### Estátuas desaparecidas
Durante a ocupação alemã na Segunda Guerra, a demanda por bronze fez desaparecer algumas das primeiras estátuas a serem expostas no parque, que foram derretidas para o reaproveitamento do metal :
. Le Batôn de la Vieillesse. "O bastão da velhice". A expressão designa aquele que serve de apoio a um ancião, e por extensão, assiste às suas necessidades. O tema inspirou o escultor Jean Escoula, que fez parte do atelier de Carpeaux. Esta escultura lhe valeu a medalha no ano de 1882, no Salão da cidade de Paris. A prefeitura a comprou para expô-la no Parque Montsouris no ano de 1889.
. La Liberté, realizada pelo escultor Auguste Paris em 1891.
. La Lavandière, realizada pelo escultor surdo Paul François Chopin em 1897. Representava uma mulher abaixada lavando roupa no lençol d'água.
. Le Botteleur, realizada por Louis Pierre em 1894.

### Estátuas em exposição

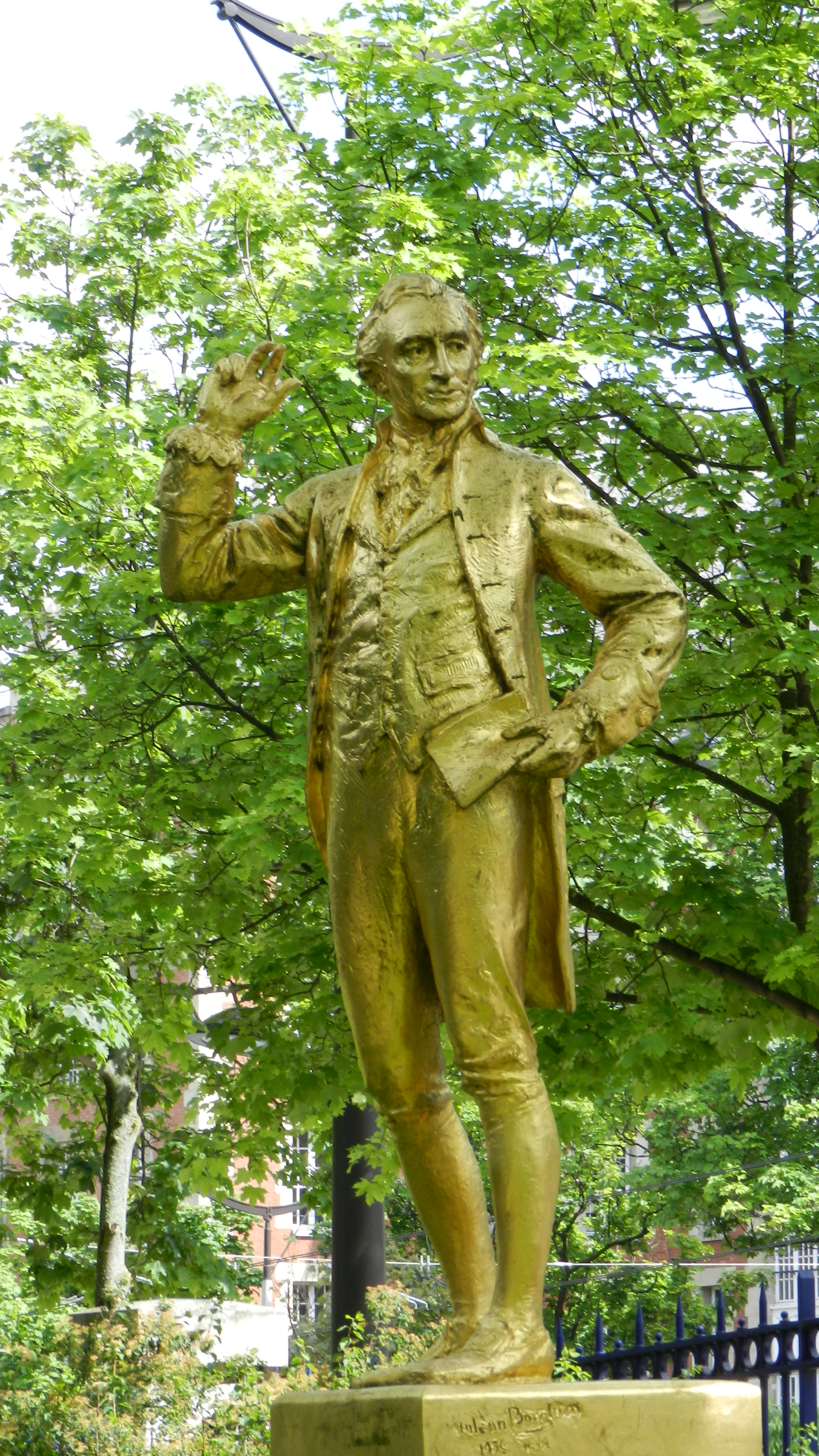
Thomas Paine

O parque apresenta ainda inúmeras estátuas em sua galeria à céu aberto. Estas estátuas são em bronze ou em pedra. A lista da galeria inclui as seguintes obras:

#### Obras expostas na parte baixa do parque

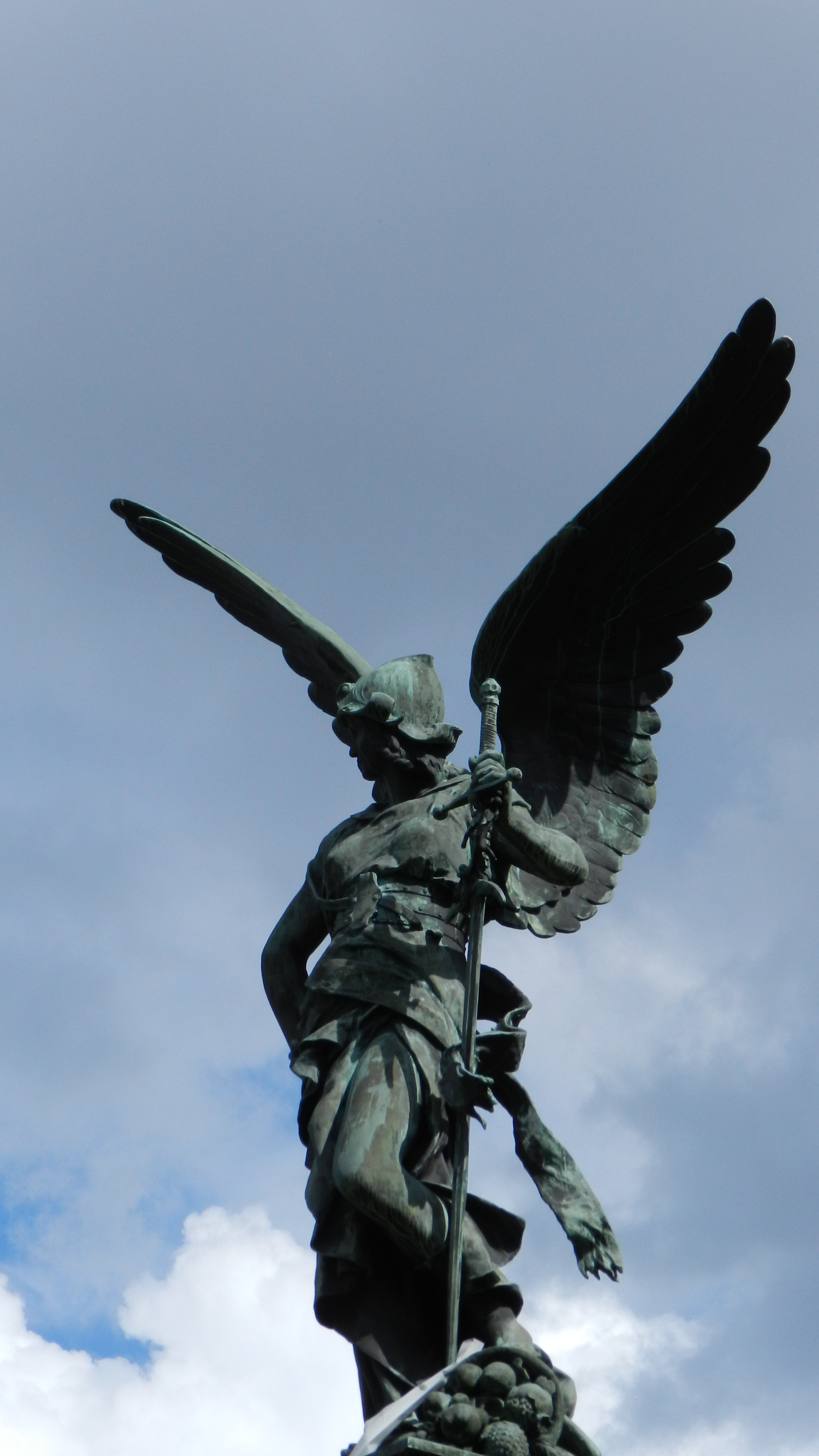
Colonne de la Paix Armée

. Le Premier frisson de René Baucour (1921)
. La Mort du lion de Edmond Desca (1929)
. La Colonne de la Paix Armée de Jules Felix Coutan (1887).
. Groupe de baigneuses de Maurice Lipsi (1952)
. Les Naufragés  de Etex (1859).

#### Obras expostas na parte alta do parque
. Le Drame au désert de Georges Gardet (1891) - Esta estátua foi realizada pelo autor quando ele contava com a idade de apenas 20 anos, alcançando um grande sucesso no salão de Paris de 1891. Gardet tornou-se um artista renomado, membro da academia francesa de belas artes, reconhecido principalmente pelo seu talento em representar animais.
. La Pureté de Costa Valsenis (1955) - Estátua oferecida à cidade de Paris como presente por parte da comunidade de origem grega.
. Les Carriers ou Accident de carrière de Henri Bouchard (1900) - Estátua que relembra e homenageia a atividade centenária do local onde hoje se encontra o parque, e que mostra dois operários de uma mina de calcário transportando um terceiro camarada morto.
. La  statue équestre du Général San Martin de Van Peborgh (1960) - Réplica realizada por Van Peborgh da estátua do libertador da Argentina, Chile e Peru, originalmente erguida na Praça General San Martín (Buenos Aires), em 1892.
. Thomas Paine de Gutzon Borglum (1934-1938) - Esta estátua dourada do revolucionário de tripla nacionalidade (Inglesa, Francesa e Norte-americana) Thomas Paine foi concluída em 1938 pelo escultor americano G. Borglum. Porém, a estátua esteve escondida durante toda a Segunda Guerra Mundial, em virtude da ocupação nazista na França, e do forte sentimento de antiamericanismo dos alemães. Após o final da guerra, a estátua foi instalada no parque, em frente ao pavilhão americano na Cité Universitaire. O autor Gutzon Borglum é o mesmo artista que realizou o gigantesco projeto de esculturas do Monte Rushmore, nos Estados Unidos. Borglum é alvo de controvérsias por ter sido em vida um alto e dedicado membro da organização racista Ku Klux Klan.

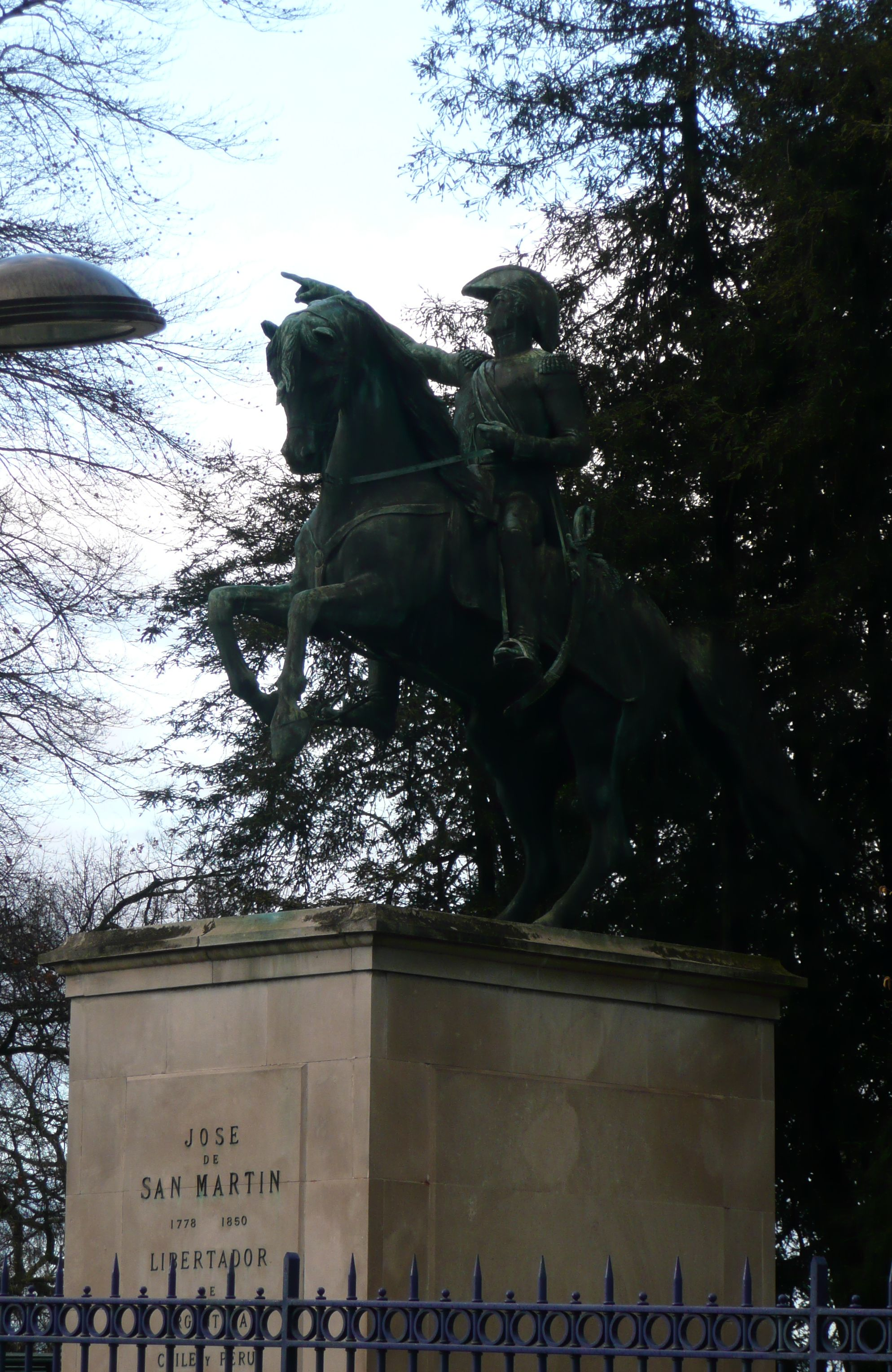
Jose de San Martin

. Colonne de Paix Armée de Jules Coutant (1887) - Uma das muitas estátuas existentes em Paris que representa uma figura feminina alada, que remete à alegoria grega da vitória, tal qual Atena e a Vitória de Samotrácia. Edificada num período entre duas guerras (Guerra Franco Prussiana e Primeira Guerra mundial) a estátua representa a vitória que se apóia em uma espada, e reflete o pensamento belicista desta era ("quem quer a paz se prepara para a guerra"). Anteriormente a estátua se erguia na Praça de Anvers, no 9.º arrondissement de Paris, mas na época da construção de um estacionamento subterrâneo, precisou ser deslocada para o Parque Montsouris, onde figura desde 1984.

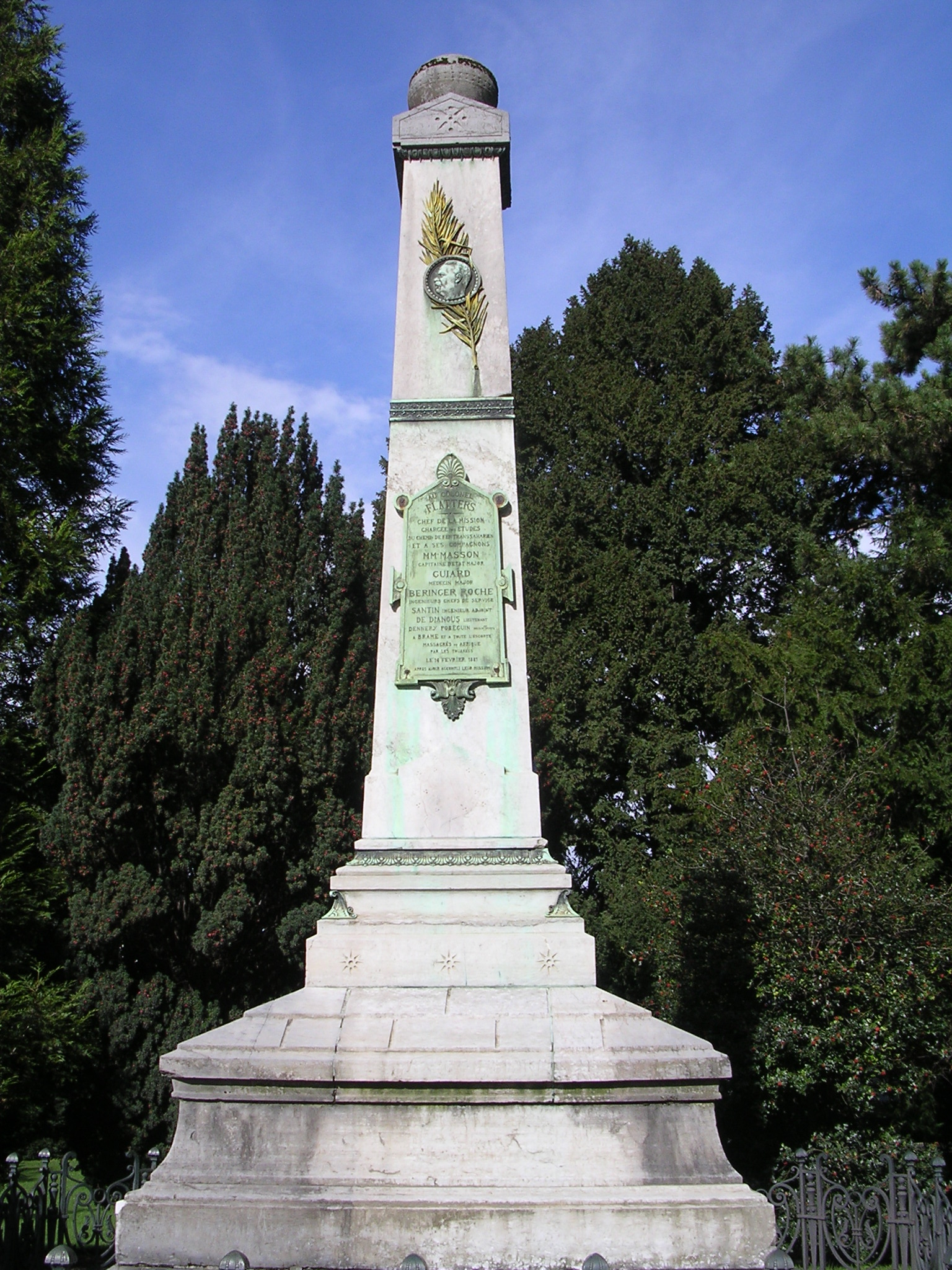
Monumento à Memória da Missão, de Paul Flatters.
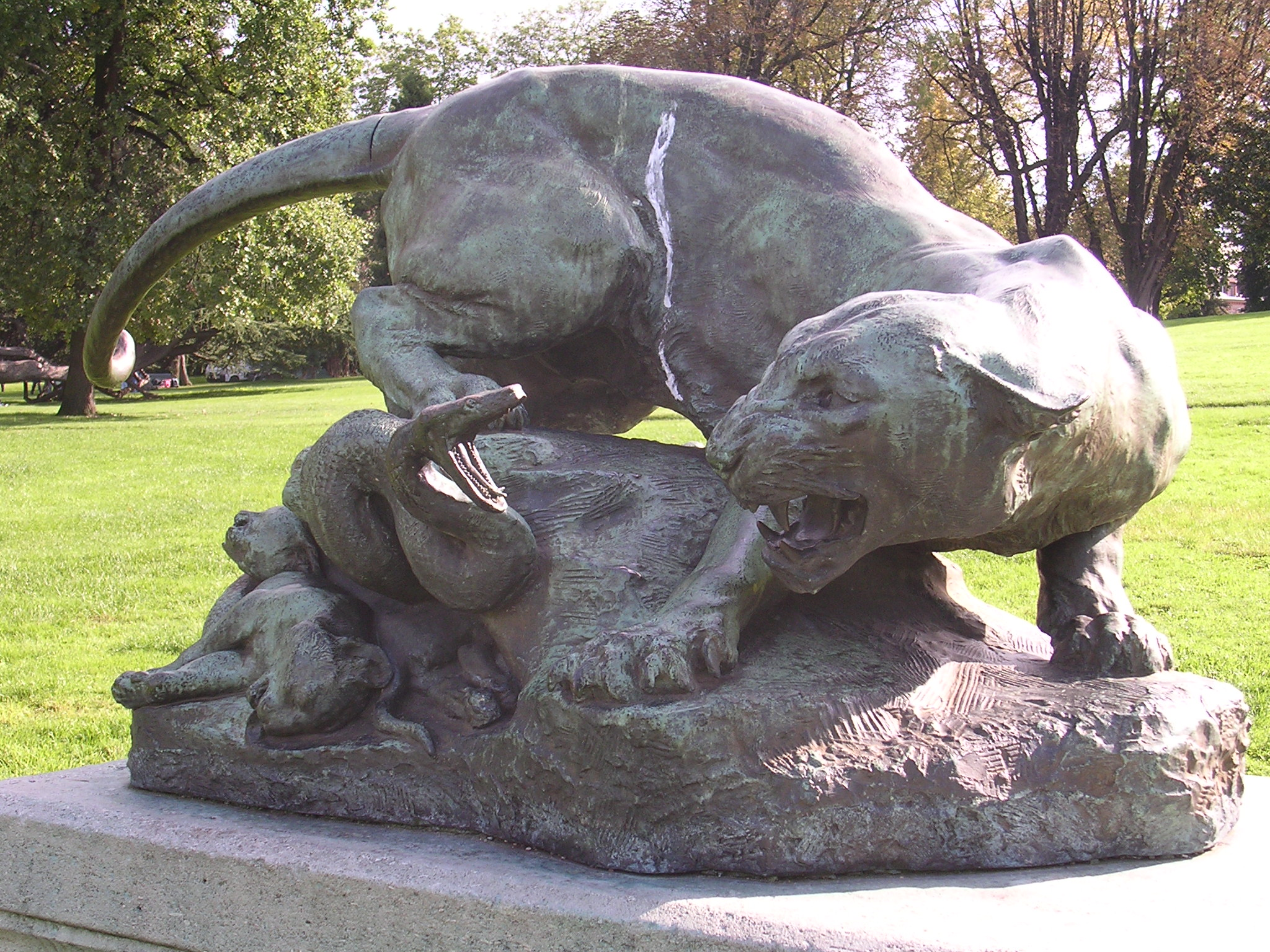
Drame au désert, 1891, de Georges Gardet.
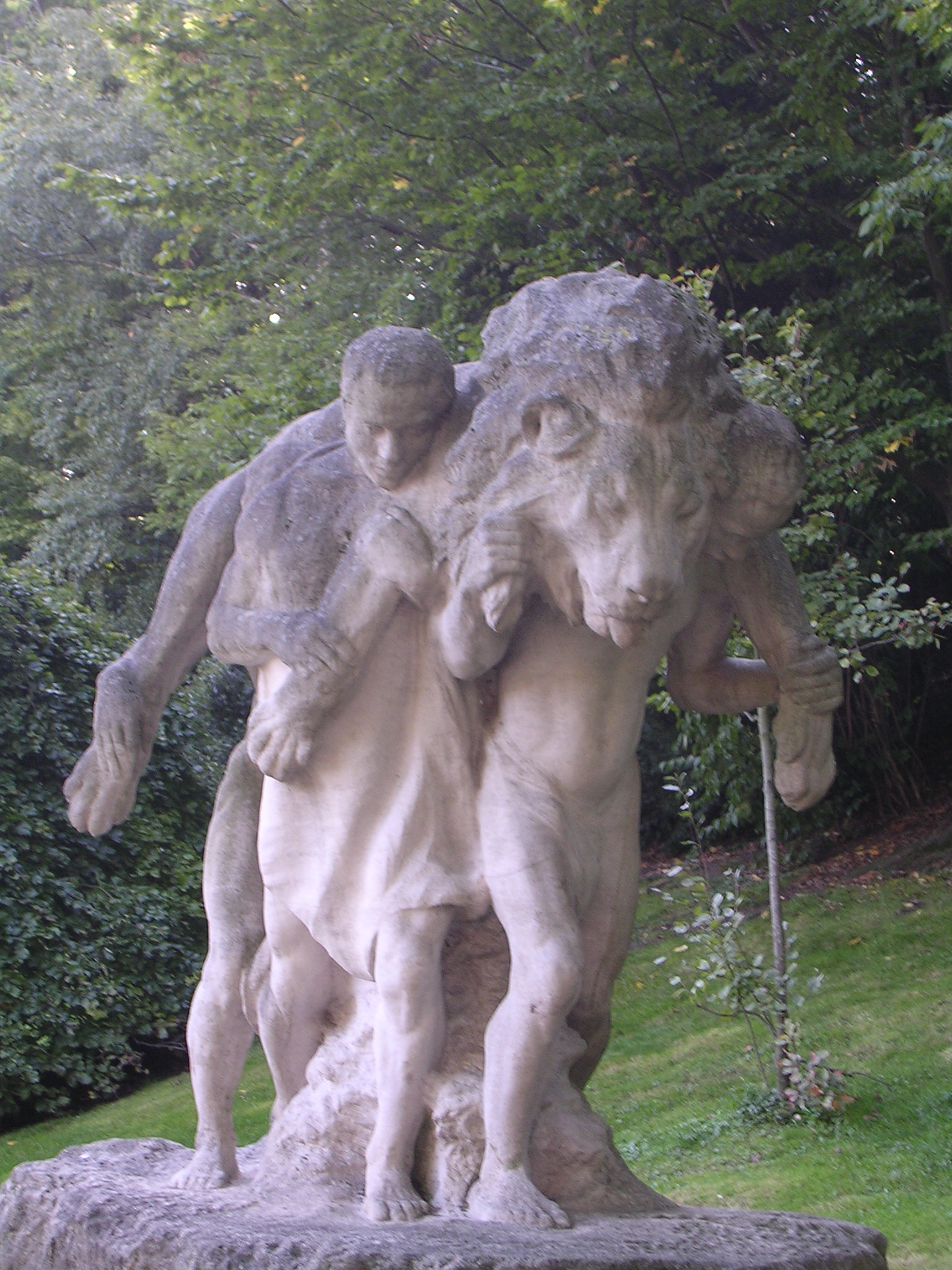
La Mort du lion, de Edmond Desca.
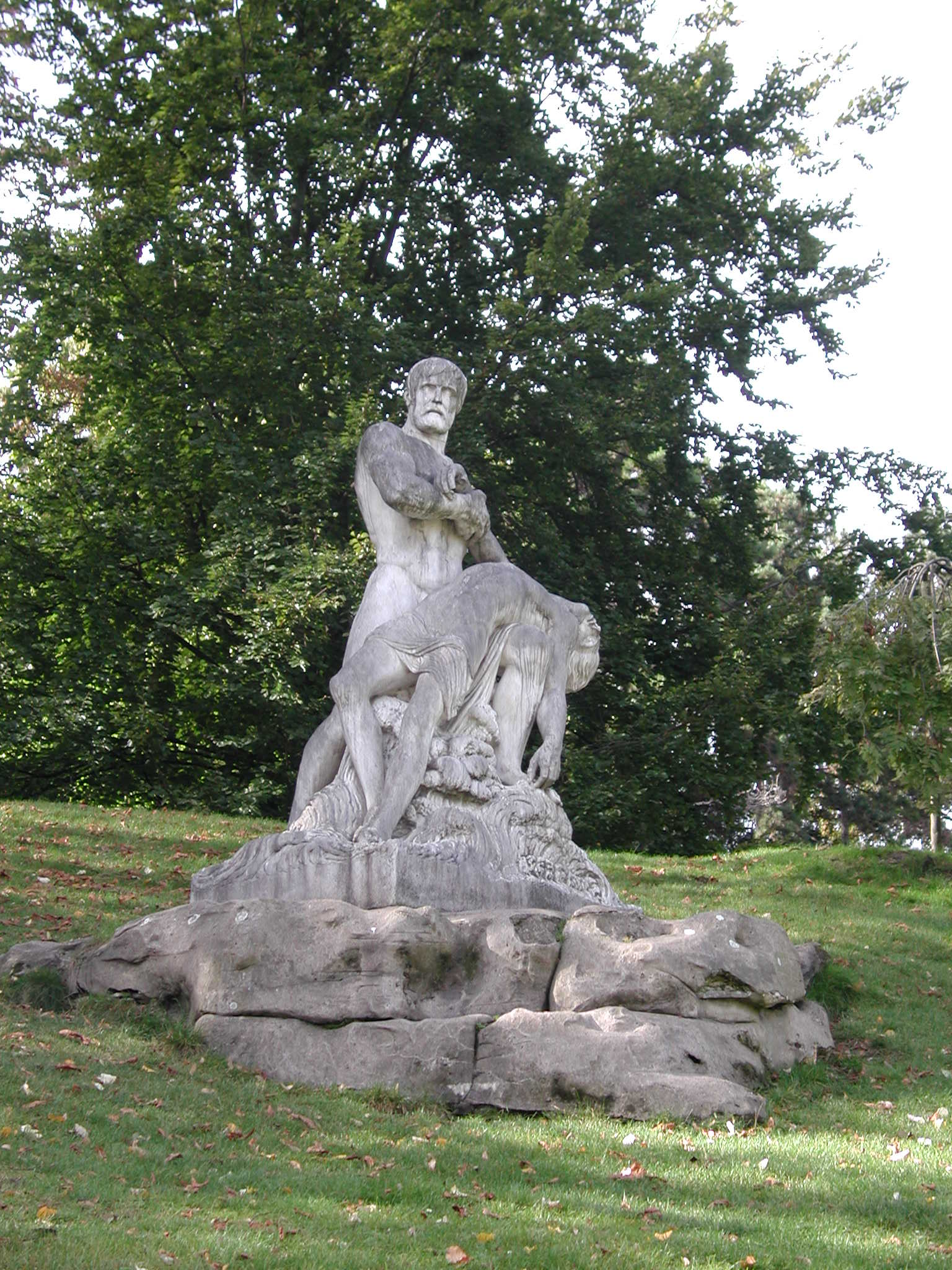
Les Naufragés, 1859, mármore de Antoine Étex.

## O Parque nas Artes e Cultura Popular

### Pinturas

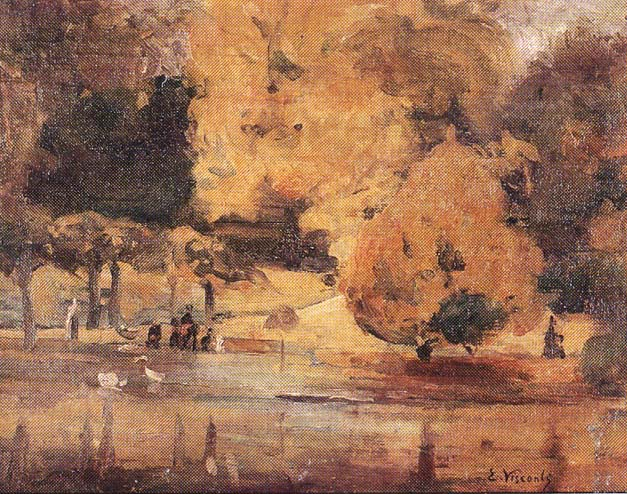
'Parque Montsouris (Outono), óleo sobre tela de Eliseu Visconti datada de 1897.

- Marche dans le Parc Montsouris, pintura do artista naïf Henri Rousseau.[77]
- Le parc Montsouris, de Ludovic Vallée
- Parque Montsouris (Outono), de Eliseu Visconti
- L'Après-midi au parc Montsouris , de Ludovic Vallée

As duas obras do pintor pontilista Ludovic Vallée, representando o parque entre 1900 e 1914, estão expostas no Museu Carnavalet, em Paris, dedicado à preservação da história da capital da França.

### Cinema
Diversos filmes possuem o parque como locação, entre eles:
- Le silence est d'or de René Clair (1947) ;
- Cléo de 5 à 7 de Agnès Varda (1962) ; no qual é possível ver o Palácio do Bardo ainda de pé.
- Dernier domicile connu de José Giovanni (1970)
- Le Garde du corps de François Leterrier (1984) ;
- Stan the Flasher de Serge Gainsbourg (1989) ;
- Rendez Vouz à Paris, de Eric Rohmer (1995)
- Paris je t'aime, episódio 14e arrondissement, d'Alexander Payne (2006).

O parque abriga há vários anos, durante o mês de Agosto, uma das sedes do projeto da prefeitura de Paris, Cinema à luz da lua (« Cinéma au clair de lune»).

### Canção
Em 1988, o músico e interprete Jacques Higelin gravou uma canção intitulada Parc Montsouris, dedicada ao parque que lhe trouxe a inspiração. A música figura no disco Tombé du ciel , e é a canção predileta por parte de seu público. O artista vive próximo ao parque.
« Le parc Montsouris c’est le domaine
Où je promène mes anomalies…
Où j’me décrasse les antennes
Des mesquineries de la vie. »

### Literatura
- Le Jardin, poema de Jacques Prévert: « Des milliers et des milliers d'années/ Ne sauraient suffire/ Pour dire la petite seconde d'éternité/ Où tu m'as embrassé
Où je t'ai embrassée/ Un matin dans la lumière de l'hiver/ Au parc Montsouris à Paris/ À Paris/ Sur la terre/ La terre qui est un astre. »
- Jaya Ganga, le Gange et son double
- Léo Malet, le père du détective
- Nestor Burma, Les rats de Montsouris ; NMP-14e (23 août 1955)
- L'Histoire d'O começa no parque.
- Robert Brasillach, Le Marchand d'oiseaux.
- Michel Audiard, La nuit, le jour et toutes les autres nuits.
- Ingo Grünewald, Montsouris